# Reattivo molibdico
Il reattivo molibdico è una soluzione utilizzata in chimica analitica per l'analisi dei fosfati ed arseniati.
Viene preparato sciogliendo in acqua molibdato d'ammonio e nitrato d'ammonio e acidificando con acido nitrico concentrato. Il molibdato in ambiente acido subisce una serie di trasformazioni.
6H2MoO4 ⇄ H12Mo6O24
H12Mo6O24 ⇄ H6Mo6O21 + 3H2O
2H6Mo6O21 ⇄ H12Mo12O42
H12Mo12O42 ⇄ H8Mo12O40 + 4H2O
Quest'ultima è la specie prevalente nel reattivo molibdico e reagisce con l'acido fosforico formando un eteropoliacido:
H8Mo12O40 + H3PO4 → H3PMo12O40 + 4H2O
che reagisce con l'ammonio per formare il corrispondente sale (NH4)3PMo12O40 di colore giallo che precipita.
Una delle interferenze principali è data da As(V) e Si(IV) che formano con il reattivo analoghi eteropoliacidi, per ovviare a questo inconveniente può essere aggiunto al reattivo l'acido tartarico che complessa fortemente i due elementi. Il composto si decompone a temperature superiori a 40 °C.
Un'alternativa è l'uso di una soluzione di eptamolibdato d'ammonio.